# Cystangium seminudum
Cystangium seminudum är en svampart som först beskrevs av Massee & Rodway, och fick sitt nu gällande namn av T. Lebel & Castellano 2002. Cystangium seminudum ingår i släktet Cystangium och familjen kremlor och riskor.   Inga underarter finns listade i Catalogue of Life.